# ريتشارد هارفي شامبرز
ريتشارد هارفي شامبرز (بالإنجليزية: Richard Harvey Chambers)‏ هو قاضي أمريكي، ولد في 7 نوفمبر 1906 في دانفيل في الولايات المتحدة، وتوفي في 21 أكتوبر 1994.